# Rhymbocarpus pertusariae
Rhymbocarpus pertusariae är en lavart som beskrevs av Diederich, Zhurb., Etayo in Diederich och Javier Etayo. Rhymbocarpus pertusariae ingår i släktet Rhymbocarpus, ordningen disksvampar, klassen Leotiomycetes, divisionen sporsäcksvampar och riket svampar. Arten är reproducerande i Sverige.